# بوسته قاسم
بوسته قاسم (بالأذرية: Püstəqasım، بالتركية: Püstəqasım، بالفارسية: پوسته‌قاسم): هي قرية وبلدية في مقاطعة قوبا في أذربيجان. ويبلغ عدد سكانها 1,841 نسمة. تتكون البلدية من قرى بوسته قاسم و غوني محله ودهنه (قوبا).